# Тавадзе, Заза
Заза Тавадзе (груз. ზაზა თავაძე; род. 9 февраля 1975, Зестафони, Грузинская ССР) — грузинский юрист, экономист, общественный деятель; председатель Конституционного Суда Грузии (с 2016).

## Биография
Родился 9 февраля 1975 года. В 1996 году окончил Открытый гуманитарный институт Грузии по специальности правоведения, квалификация — юрист.
В 2001—2002 годах учился в немецкоязычной магистратуре юридического факультета Тбилисского государственного университета им. Иване Джавахишвили.
В 2008—2010 годах с отличием окончил факультет бизнеса и менеджмента Государственного университета экономических отношений и получил степень магистра делового администрирования по специальности международного бизнеса и делового администрирования.
С 2017 года Заза Тавадзе является докторантом юридического факультета Университета имени Григола Робакидзе.
В 1999 году работал юристом, а затем руководителем организационного отдела в районном совете и районной администрации Зестафони.
В 1999—2000 годах занимал должность советника местного самоуправления и управляющих органов регионального отдела Имерети в Министерстве юстиции Грузии.
В 2000—2004 годах был ведущим специалистом в секторе правовых вопросов Бюро информаций имущественного и финансового положения должностных лиц.
В 2004 году Заза Тавадзе работал начальником юридического отдела в Министерстве по делам беженцев и расселению.
С 2004 по 2007 гг. он возглавлял Департамент кадров в Генеральной прокуратуре Грузии.
В 2008—2010 годах он занимал должность заместителя министра юстиции Грузии.
30 марта 2010 года Заза Тавадзе был избран судьей Конституционного суда Грузии. Осуществление своих полномочий начал с 15 июня 2010 года, со дня принятия присяги.
С 2010 по 2016 год он занимал пост заместителя Председателя Конституционного суда Грузии.
20 октября 2016 года он был избран Председателем Конституционного суда Грузии.
В 2016—2017 был Председателем Конференции европейских конституционных судов.
С 2017 года является приглашенным лектором университета им. Григола Робакидзе.
С 2018 года является профессором университета им. Григола Робакидзе
С 2019 года является докторантом Вюрцбургского университета имени Юлиуса и Максимилиана
Владеет немецким, английским и русским языками. Женат, имеет троих сыновей.